# 5781 Barkhatova
5781 Barkhatova eller 1990 SM28 är en asteroid i huvudbältet som upptäcktes den 24 september 1990 av den rysk-sovjetiska astronomen Galina Kastel och den rysk-sovjetiska och ukrainska astronomen Ljudmila Zjuravljova vid Krims astrofysiska observatorium på Krim. Den har fått sitt namn efter grundaren av observatoriet i Jekaterinburg Klavdia Barchatova.
Asteroiden har en diameter på ungefär fem kilometer.